# Ivan Opačak
Ivan Opačak, né le 23 avril 1980, à Zenica, en République socialiste de Bosnie-Herzégovine, est un joueur bosnien naturalisé croate de basket-ball. Il évolue au poste d'ailier.

## Palmarès
- Coupe de Bosnie-Herzégovine 2006
- Coupe de Croatie 2012